# 黃道蟹總科
黃道蟹總科（学名：Cancroidea）是短尾下目下的一個總科，原来有六个科，現時只有近圓蟹科和黃道蟹科兩個科。

## 分類
黃道蟹總科之下現時只有兩個科
- 近圓蟹科（Atelecyclidae，Ortmann, 1893）
- 黃道蟹科（Cancridae，Latreille, 1802）：日本黃道蟹、奈田黃道蟹、首長黃道蟹等。

黃道蟹總科原來有六個科，除了上述兩個科以外，還有以下四個科：
- 盔蟹科（Corystidae，Samouelle, 1819）：已獨立出來成為盔蟹總科（Corystoidea）[3][4]。
- 角螯蟹科 Cheiragonidae（Ortmann, 1893）：原屬近圓蟹科，包括：Telmessus 及 毛甲蟹屬（Erimacrus）兩個屬。現時已升格成為角螯蟹總科（Cheiragonoidea）[4][5]。全個科只有兩個屬兩個品種[5]。
- Pirimelidae （Pirimelidae，Alcock, 1899）：移往梭子蟹總科[4]
- 指甲蟹科（Thiidae，Dana, 1852）：移往梭子蟹總科[4]